# أداد قليل الرؤوس
الأداد قليل الرؤوس أو الكرلينة قليلة الرؤوس أو الثُغام قليل الرؤوس أو الأشخيص قليل الرؤوس (باللاتينية: Carlina oligocephala) نوع نباتي ينتمي إلى جنس الأداد من الفصيلة النجمية.

## الموئل والانتشار
موطنه بلاد الشام وتركيا.